# Warwick-on-Eden
Warwick-on-Eden – wieś w Anglii, w Kumbrii, w dystrykcie (unitary authority) Cumberland. Leży 8 km na wschód od miasta Carlisle i 418 km na północny zachód od Londynu.